# Vanilla planifolia
Vanilla planifolia là một loài thực vật có hoa thuộc chi Vanilla của họ Lan (Orchidaceae). Loài này được Jacks. ex Andrews miêu tả khoa học đầu tiên năm 1808. Đây là loài bản địa của México và là một trong những nguồn chủ yếu để sản xuất hương liệu vani do có hàm lượng chất vanillin cao. Cây này có một số tên gọi như vani lá phẳng, vani Tahiti hoặc vani Tây Ấn.

## Hình ảnh

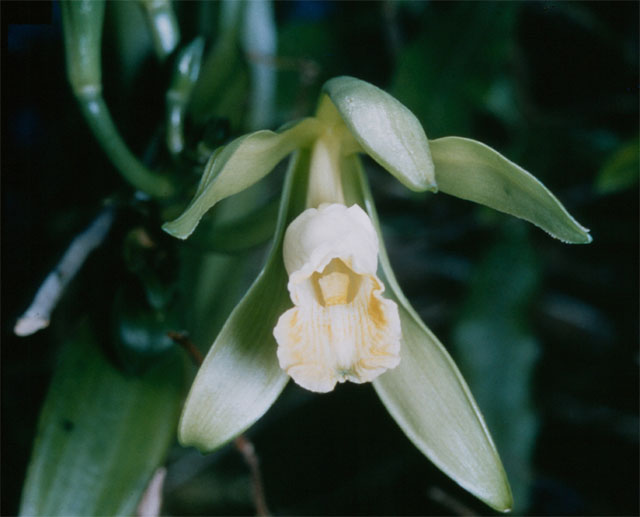
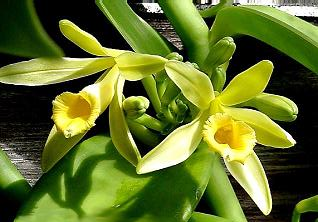
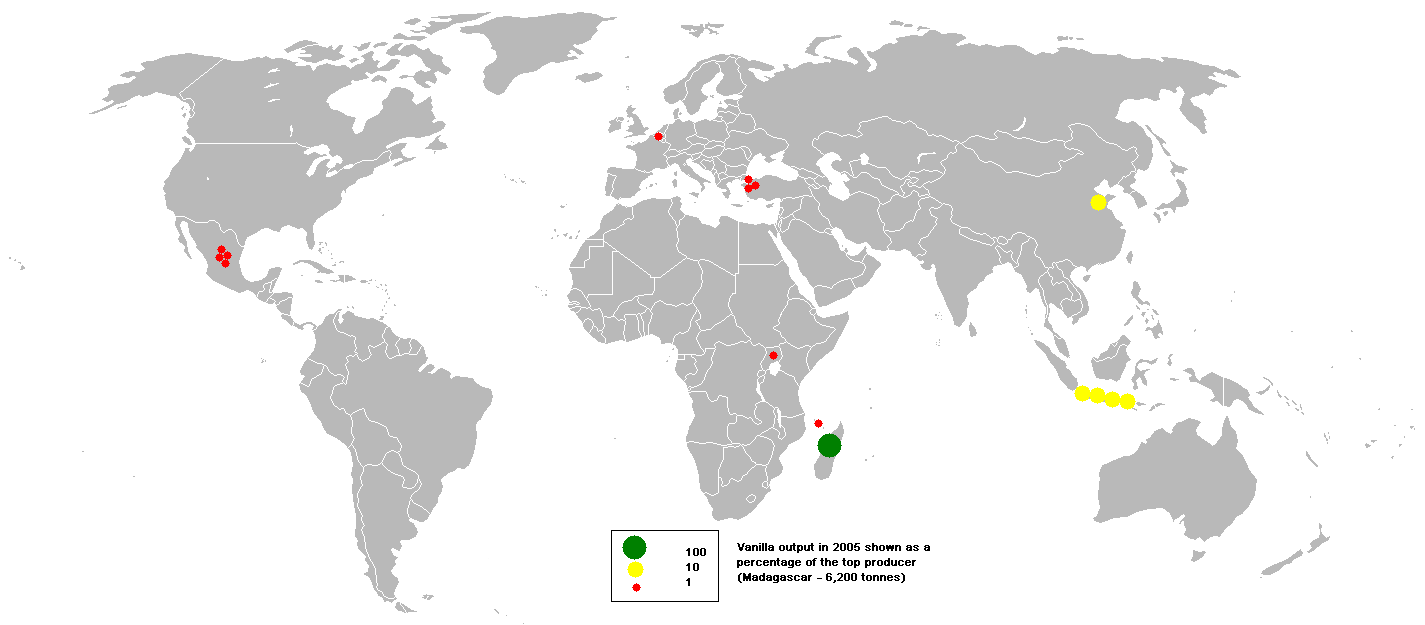